# Carol Lowell
Carol Lowell (* nach 1930) ist eine US-amerikanische Filmproduzentin und Filmregisseurin, die 1980 zusammen mit ihrem Mann Ross Lowell für und mit dem gemeinsamen Kurzfilm Oh Brother, My Brother für einen Oscar nominiert war.

## Oscarnominierter Film
Der Film, der auf Anregung von Carol Lowell entstand, zeigt Ausschnitte aus dem täglichen Leben von Carol und Ross Lowell sowie vor allem ihr Zusammenleben mit ihren Söhnen Josh und Evan. Es werden glückliche Momente des Familienlebens gezeigt, die die Liebe und Zuneigung untereinander sichtbar machen, aber auch Konflikte, die zu Tränen und Streit führen, werden nicht ausgespart.
Für Carol Lowell blieb der Film ihr einziger aktiver Ausflug ins Filmgeschäft. Sie hatte ihrem Mann gegenüber bedauert, dass es keine Filme über ihre seinerzeit sechs und zwei Jahre alten Söhne gebe, obwohl er doch Kameramann sei. Nachdem man sich entschlossen hatte, einen solchen Film zu drehen, sollte es jedoch kein sogenanntes Home-Video werden, sondern ein echter Film. Die Arbeiten für das Projekt erstreckten sich dann über mehrere Monate, wobei für Planung, Dreharbeiten und Schnitt jeweils etwa drei Monate zu Buche schlugen. Der Film erhielt dann auch eine Oscarnominierung, konnte sich jedoch nicht gegen Ron Ellis’ und Sarah Pillsburys Film Board and Care durchsetzen, der von zwei geistig behinderten Menschen handelt, die sich ineinander verlieben und eine Zukunft planen.
Der Film wurde unter anderem auch auf dem Giffoni Filmfestival 1980 vorgestellt.

## Filmografie (Auswahl)
als Filmproduzentin und Filmregisseurin
- 1979: Oh Brother, My Brother (Kurzfilm)

## Nominierung
- Oscarverleihung 1980: Oscarnominierung für und mit dem Kurzfilm Oh Brother, My Brother
in der Kategorie „Bester Kurzfilm“ gemeinsam mit Ross Lowell